# Paralipsis enervis
Paralipsis enervis är en stekelart som först beskrevs av Christian Gottfried Daniel Nees von Esenbeck 1834.  Paralipsis enervis ingår i släktet Paralipsis och familjen bracksteklar. Arten är reproducerande i Sverige. Inga underarter finns listade i Catalogue of Life.